# Jirečkova linie

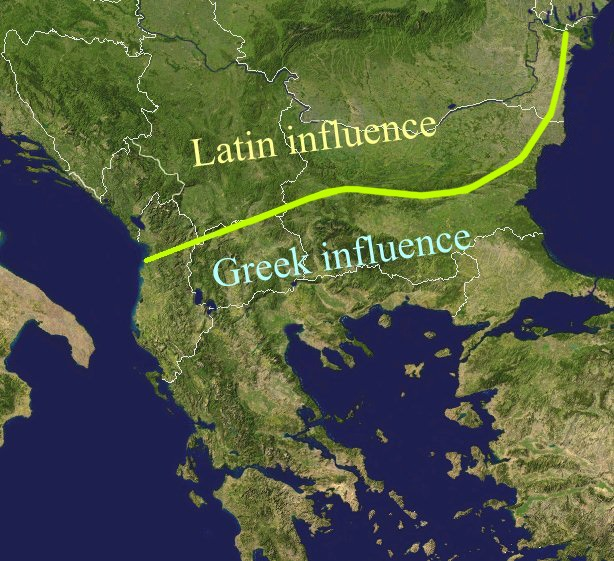
Jirečkova linie. Hranice států jsou zobrazeny ve stavu z května 2006.

Jirečkova linie je imaginární linie přes starověký Balkán, která rozdělovala vliv latiny (na severu) a řečtiny (na jihu) až do 4. století. Prvně toto označení použil český historik Konstantin Jireček v roce 1911 v díle Geschichte der Serben (Historie Srbů).
Linie začínala poblíž města Laç v současné Albánii a vedla přes Serdiku (nyní Sofie v Bulharsku) a pak podél pohoří Stara planina do Odesu (Varna) k Černému moři. Umístění linie je založeno na archeologických nálezech: většina nápisů nalezených na sever od linie byla psána v latině, zatímco většina nápisů nalezených na jihu byla v řečtině.
Tato linie je důležitá k určení oblasti, kde se tvořil rumunský a arumunský lid, má se za to, že latinsky mluvící lid se mohl zformovat poblíž této oblasti, oproti tomu Valaši se nacházeli na sever a na jih od ní.
Několik vědců později vyslovilo poněkud odlišný názor: finský historik Jorma Kaimio (1979) umístil Dalmácii a Horní Moesii do latinské oblasti a Dolní Moesii do oblasti řeckého vlivu. M. D. MacLeod (1982) naznačil, že oficiální politický jazyk nemusel být používán pro každý aspekt běžného života, ale že jednotliví římští úředníci se rozhodovali podle své úvahy pro každý určitý případ. Také poukázal na to, že dokonce i v řeckých oblastech byla latina dominantním jazykem na nápisech zaznamenávajících veřejné práce, na milnících a v armádě.